# Dominic Sessa
Dominic Sessa (* 25. Oktober 2002 in Cherry Hill, New Jersey) ist ein US-amerikanischer Schauspieler. Bekanntheit erlangte er durch sein preisgekröntes Spielfilmdebüt in The Holdovers (2023).

## Leben
Dominic Sessa wuchs in Ocean City (New Jersey) auf. Sein Vater war Lohnbuchhalter („payroll guy“) und starb, als er 14 Jahre alt war. Sessas Mutter ist von Beruf Lehrerin. Er hat eine Schwester, die am Pittsburgh Ballet Theatre tanzte.
Mit finanzieller Unterstützung wechselte Sessa ab der zehnten Klasse auf das renommierte Internat Deerfield Academy in Deerfield (Massachusetts). Ursprünglich hatte er den Traum, an der privaten High School Eishockey zu spielen. Stattdessen ergatterte er den Part des Kreon in einer Bühnenaufführung von Antigone und blieb bei der Schauspielerei, wo den dortigen Lehrern sein Talent rasch auffiel. Auch inszenierte Sessa ein Theaterstück und trat einer A-cappella- und Improvisationsgruppe bei. Während der COVID-19-Pandemie wirkte er an einem schuleigenen Hörspielproduktion von Frankenstein für das Radio mit, für die er sich einen Backenbart wachsen ließ. Durch Zufall gelangte er an eine Hauptrolle in Alexander Paynes im Jahr 1970 spielenden Tragikomödie The Holdovers (2023), in der er an der Seite von Paul Giamatti und Da’Vine Joy Randolph agierte. Die Castingregisseurin Susan Shopmaker hatte für den Part des Internatsschülers Angus circa 800 Jugendliche vorsprechen lassen, doch für Payne kam keiner der Kandidaten in Betracht. Er wollte einen Darsteller, der jünger aussah und exzentrisch wirkte. Daraufhin wurde das Casting auf Internate ausgeweitet, darunter auch auf die Deerfield Academy. Sessa bewarb sich mit elf anderen Mitschülern und wurde nach mehr als einem halben Dutzend Online-Vorsprechen mit Hauptdarsteller Giamatti ausgewählt. In Vorbereitung auf die Dreharbeiten, die auch an Sessas Internat stattfanden, zeigte ihm Regisseur Payne 70er-Jahre-Filmklassiker wie Die Reifeprüfung, Harold und Maude, Paper Moon oder Das letzte Kommando. Als die Dreharbeiten begannen, pausierte er ein Semester in Deerfield.
Alexander Payne zeigte sich im Nachhinein von Sessa begeistert, den er für seine Professionalität lobte und dem er nur wenige Regieanweisungen zukommen lassen musste („It was interesting to see somebody just born to be a film actor“). Der junge Darsteller lobte wiederum Payne sowie seine Kodarsteller Paul Giamatti und Da’Vine Joy Randolph, die ihn während der Dreharbeiten unterstützt hatten. Der amerikanische Branchendienst Variety nahm Sessa kurz nach der Uraufführung von The Holdovers in seine Liste der 10 Actors to Watch für das Jahr 2023 neben unter anderem Charles Melton, Aaron Pierre und Teyana Taylor auf. Darüber hinaus wurde er in der Filmpreissaison 2023/24 für mehr als 30 Auszeichnungen nominiert und gewann unter anderem den Critics’ Choice Movie Award als bester Nachwuchsdarsteller.
Dominic Sessa, der sich für US-Kolonialgeschichte begeistert, machte im Jahr 2022 seinen Abschluss an der Deerfield Academy, wo er die Abschlussrede seines Jahrgangs hielt. Noch während der Dreharbeiten zu The Holdovers bewarb er sich für ein Schauspielstudium an Hochschulen und wurde an der Carnegie Mellon University in Pittsburgh angenommen. Nachdem er dort sein erstes Studienjahr absolviert hatte, ließ er sich von der Hochschule beurlauben, um The Holdovers zu bewerben. Er fasst mittlerweile eine Karriere als Schauspieler, Drehbuchautor und Regisseur ins Auge und hofft auf Rollenangebote, die etwas weiter von seiner eigenen Lebenserfahrung entfernt sind.

## Filmografie
- 2023: The Holdovers
- 2025: Tow

## Auszeichnungen (Auswahl)
Erhaltene Preise und Ehrungen für The Holdovers:
- 2023: Filmfestival von Heartland – Nachwuchsdarstellerpreis („Pioneering Spirit Award – Rising Star“)
- 2023: Variety – „10 Actors to Watch“[5]
- 2023: North Texas Film Critics Association Award (Beste Nachwuchsleistung)
- 2023: Washington DC Area Film Critics Association Award (Beste Nachwuchsleistung)
- 2024: Critics’ Choice Movie Award (Bester Nachwuchsdarsteller)
- 2024: Georgia Film Critics Association Award (Beste Nachwuchsleistung)
- 2024: North Carolina Film Critics Association Award  (Beste Nachwuchsleistung)
- 2024: Utah Film Critics Association Award (Bester Nebendarsteller)
- 2024: Nominierung – Independent Spirit Award (Beste Nachwuchsleistung)